# Акатово (муниципальный округ Егорьевск)
Акатово — деревня в муниципальном округе Егорьевск Московской области России.

## География
Деревня Акатово расположена в 7 километрах от центра города Егорьевск. В округе деревни располагаются леса, окружая её со всех сторон. Расположена на реке Любловка.

## История
Деревня Акатово одна из самых старинных деревень Егорьевского района. Деревня всегда была староверческой (церковь не сохранилась). Покровителем деревни считается св. Николай Чудотворец Мирликийский, поэтому пристольный праздник в деревне празднуется не один раз в год, а дважды: зимой — Никола Зимний, и весной — Никола Летний. В деревне сохранены обычаи празднования таких праздников как Рождество, Масленица, Иван Купала, как и многие века назад.
Родом из деревни Акатово известные купцы и промышленники Хлудовы, основавшие в Егорьевске крупную мануфактуру — Егорьевский хлопчатобумажный комбинат.
В XVI веке деревня славилась изготовлением дуг для лошадиных упряжек.
Церковь в деревне была основана в начале XIX века. В 1930-х годах во время массовой борьбы с религией церковь была закрыта и в здании располагался клуб. Позже клуб был закрыт.
До 1951 года Акатово было центром Акатовского сельсовета.
В деревне располагался не сохранившийся старообрядческий деревянный молитвенный дом, построенный в XIX веке.
До 2015 года входила в состав городского поселения Егорьевск.
В 2015 году вошла в состав городского округа Егорьевск, образованного в том же году путем упразднения Егорьевского района и объединения всех его поселений в единый городской округ.

## Демография
Население — 101 человек (2010).
| 1859 | 1868 | 1885 | 1905 | 1926 | 2002 | 2006 |
| ---- | ---- | ---- | ---- | ---- | ---- | ---- |
| 215  | ↗241 | ↗361 | ↗400 | ↘334 | ↘65  | ↗74  |
| 2010 |      |      |      |      |      |      |
| ↗101 |      |      |      |      |      |      |

## Французские горки

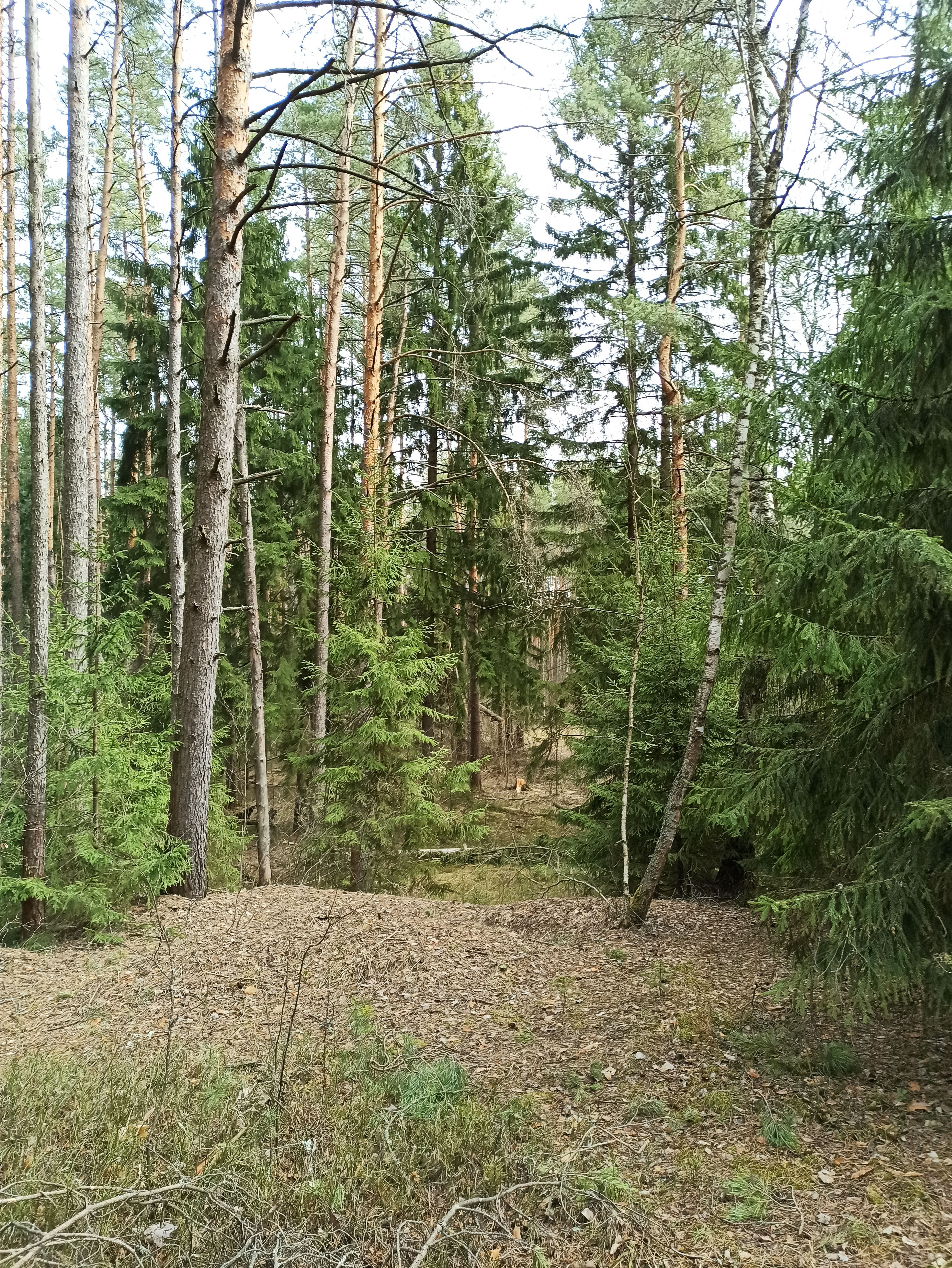
Французские горки

Недалеко от деревни Акатово в лесу возвышаются рукотворные насыпные песчаные валы высотою от 3 до 8 метром и протяжённостью до 250—300 метров. Местные жители называют их «французские горки» и считают, что тут якобы были захоронены во время Отечественной войны 1812 года умершие пленные французские солдаты. На самом деле ученые ещё не определили, к какому периоду они относятся и для чего были возведены.

## Ведьмин пруд
За деревней посреди поля существует небольшой островок смешанного леса внутри которого находится небольшой водоём имеющий название «ведьминого пруда» (ведьмино болото). Несмотря на удобство расположения, местные жители стараются не посещать водоём. Считалось, что там на особые праздники собирались ведьмы, оттого и сохранилось название «ведьминого пруда».